# Pteropyrum scoparium
Pteropyrum scoparium är en slideväxtart som beskrevs av Jaub. & Sp.. Pteropyrum scoparium ingår i släktet Pteropyrum och familjen slideväxter. Inga underarter finns listade i Catalogue of Life.